# Talpa-Ogrăzile, Teleorman
Talpa-Ogrăzile este satul de reședință al comunei Talpa din județul Teleorman, Muntenia, România.